# جون هنري ليفينغستون
جون هنري ليفينغستون (بالإنجليزية: John Henry Livingston)‏ هو كاتب أمريكي، ولد في 30 مايو 1746 في بكبسي في الولايات المتحدة، وتوفي في 25 يناير 1825 في نيو برونزويك في الولايات المتحدة.